# Église Saint-Josse de Paris
L'église Saint-Josse de Paris est une ancienne église de Paris

## Situation
L'église Saint-Josse était située à l’angle de la rue Quincampoix et de la rue Aubry-le-Boucher dans le  quartier de Saint-Jacques-de-la-Boucherie.

## Historique

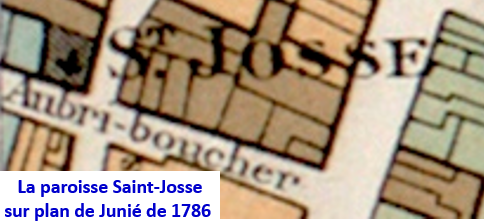
Paroisse St-Josse sur plan de Junié.

Selon Jaillot, l'église, très ancienne, était un hôpital du temps que Saint Fiacre était à Paris vers 620 et que saint Josse y logea lors de ses différents voyages à Paris.
Les maisons entre les rues Aubry-le-Boucher, Saint-Merry et rue Saint-Jacques-la-Boucherie qui dépendaient de la paroisse Saint-Laurent sont isolées de leur église par le mur de Philippe Auguste construit vers 1200 ce qui entraîne la construction d'une annexe en 1235. Cette annexe est détachée de Saint-Laurent et érigée en paroisse canonique en 1260 par l'évêque de Paris Renaud de Corbeil.
La population de cette petite paroisse qui comprenait moins de 30 maisons alignées sur deux rues est évaluée d'après les rôles de la taille à  1 020 habitants vers 1300.
L’église qui était celle de la confrérie  des jardiniers fut reconstruite en 1679, fermée en 1791, vendue et démolie en 1792. Visible sur le plan de Turgot de 1737, elle était très petite.